# Red Lions FC (Liberia)
Red Lions Football Club w skrócie Red Lions FC – liberyjski klub piłkarski grający w pierwszej lidze liberyjskiej, mający siedzibę w mieście Monrovia. Wcześniej nosił nazwę Fatu FC.

## Sukcesy
- Puchar Liberii[1]:
  - finał (1): 2014.

## Występy w afrykańskich pucharach
| Sezon | Rozgrywki           | Runda   | Kraj          | Klub                    | Dom | Wyjazd | Dwumecz |
| ----- | ------------------- | ------- | ------------- | ----------------------- | --- | ------ | ------- |
| 2014  | Puchar Konfederacji | wstępna | Gwinea Bissau | Estrela de Cantanhez FC | –   | –      | –       |
| 2014  | Puchar Konfederacji | 1       | Algieria      | CS Constantine          | 0–1 | 0–2    | 0–3     |

## Stadion
Domowe mecze klub rozgrywa na stadionie o nazwie Nancy B. Doe Sports Stadium w Kakacie, który może pomieścić 9500 widzów.

## Reprezentanci kraju grający w klubie
Stan na lipiec 2023.
| - Alvin Maccornell | - Saah Nyumah |